# Helmut Erlanger
Helmut Erlanger (geboren 4. Juli 1908 in Buchau; gestorben 9. Januar 1982 in San Francisco) war ein deutschamerikanischer Rechtsanwalt.

## Leben
Helmut Erlanger war ein Sohn des Pferdehändlers Martin Erlanger (1868–1954) und der Fanny Oppenheimer (1880–1969), er hatte einen Bruder. Erlanger studierte Jura in Frankfurt am Main, München, Heidelberg und Tübingen. Er engagierte sich als Jugendleiter in der sozialistischen Jugendorganisation Rote Falken, als Rechtsberater in den Freien Gewerkschaften, im Reichsbanner Schwarz-Rot-Gold und trat als Redner der SPD im Unterbezirk Tübingen-Reutlingen in Erscheinung. Er war 1932/33 Hochschulassistent in Tübingen und wurde 1932 promoviert. Er begann 1930 das Referendariat und stand 1933 als Referendar beim Landgericht Tübingen kurz vor der Zweiten Staatsprüfung.
Nach der Machtergreifung der Nationalsozialisten wurde Erlanger Ende März 1933 verhaftet und blieb bis zum 7. August im Konzentrationslager Heuberg inhaftiert, aus dem Staatsdienst wurde er entlassen. Er floh aus Deutschland und erreichte nach Stationen in der Schweiz und in Frankreich im November 1934 San Francisco. Seinen Lebensunterhalt bestritt er nun als Lastwagenfahrer, Reinigungskraft, Lagerist und Büroangestellter. Nach einem dreijährigen Abendstudium der Rechtswissenschaft an der Universität San Francisco von 1945 bis 1948 eröffnete Erlanger 1953 eine eigene Anwaltspraxis. 1959 erhielt er im Rahmen der Wiedergutmachungsleistungen der Bundesrepublik Deutschland den Titel Landgerichtsrat a. D. Erlanger engagierte sich in regionalen jüdischen Selbsthilfeorganisationen.
Seinen Eltern gelang ebenfalls die Flucht in die USA. Sein Bruder Walter Erlanger (1911–1972) floh in die Niederlande und hielt sich dort während der deutschen Besatzung fünf Jahre lang versteckt.
Erlanger heiratete 1940 Esther R. Slater (1909–1974), sie hatten zwei Kinder, der Sohn Howard S. Erlanger (1945–2002) wurde Jurist und Soziologe an der University of Wisconsin. Erlanger war ab 1975 mit der Optikerin Anne Marie Lehmann verheiratet, die ebenfalls aus Deutschland geflohen war.

## Schriften

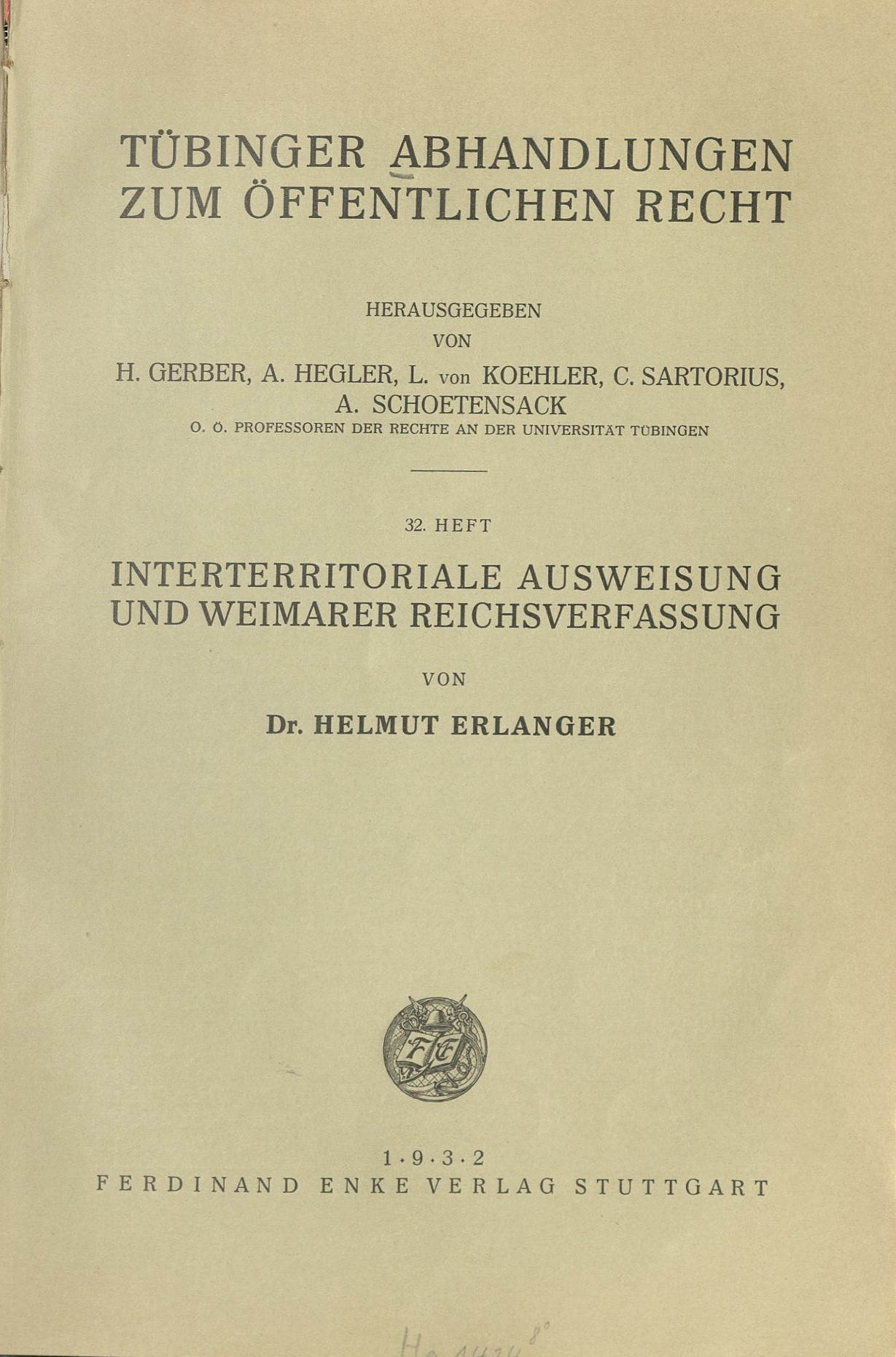
Interterritoriale Ausweisung (1932)

- Interterritoriale Ausweisung und Weimarer Reichsverfassung. Stuttgart: Enke, 1932. Hochschulschrift. Zugl.: Tübingen, Univ., Diss., 1932